# 32547 Shandroff
32547 Shandroff è un asteroide della fascia principale. Scoperto nel 2001, presenta un'orbita caratterizzata da un semiasse maggiore pari a 2,2348410 au e da un'eccentricità di 0,1894651, inclinata di 2,99441° rispetto all'eclittica.
L'asteroide è dedicato all'insegnante statunitense Melissa Shandroff.